# Ballodrome

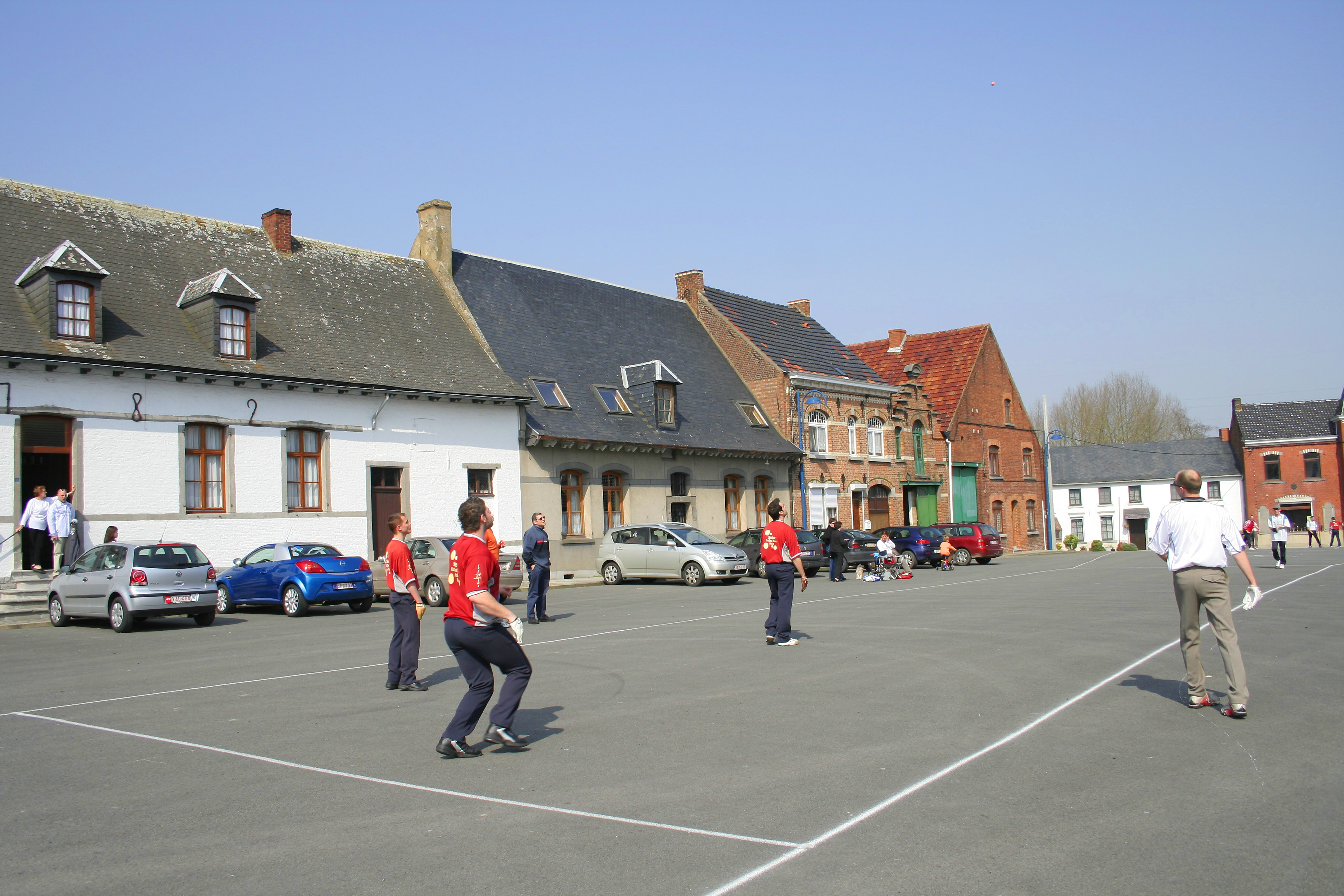
Une équipe de balle pelote sur le ballodrome de Hoves en Belgique.

Le ballodrome  est le terrain sur lequel on joue des jeux de gagne-terrain comme les jeux de balle pelote, longue paume ou le ballon au poing.
Il est habituellement situé sur la place du village ou devant le parvis de l'église, notamment dans le nord de la France et en Belgique.

## Ballodrome pour la balle pelote
La balle pelote (en néerlandais : kaatsen), également appelée jeu de balle ou jeu de paume est un jeu de longue paume pratiqué en Belgique. En Picardie, il est pratiqué sous le nom de jeu de balle à la main 

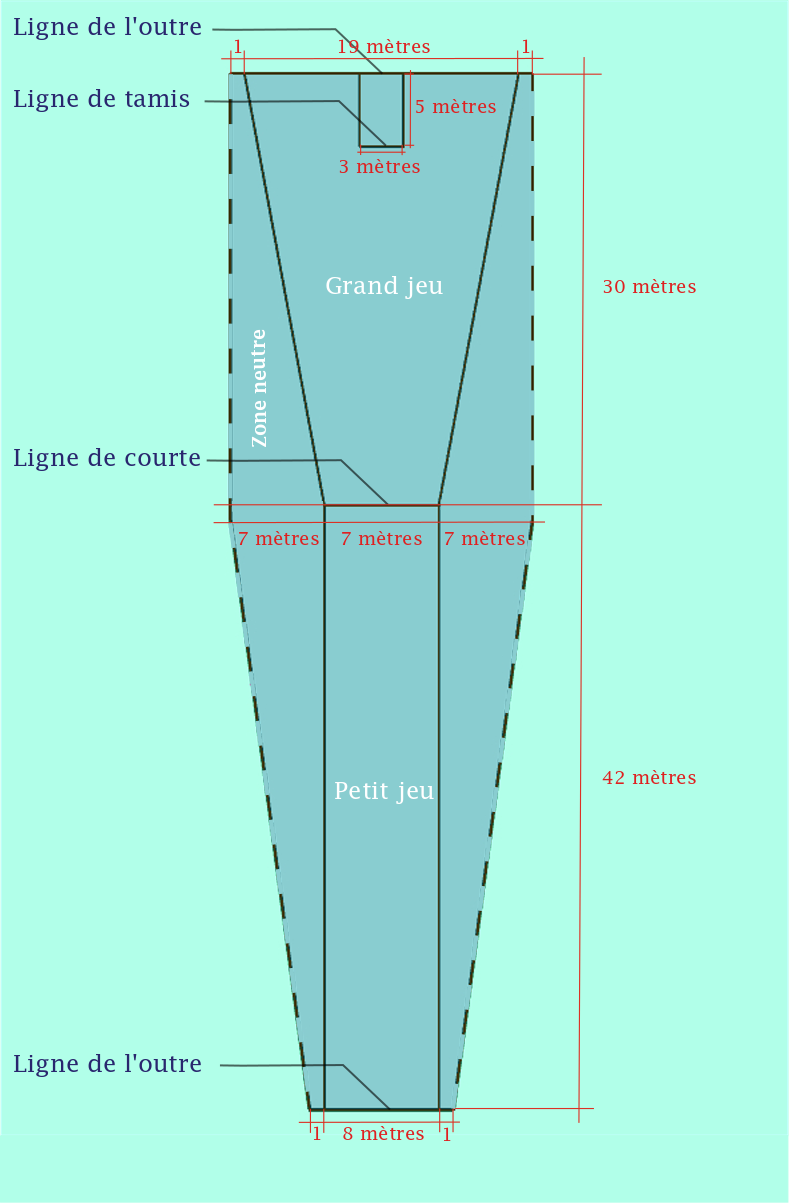
Dimensions réglementaires d'un terrain de balle pelote

Le ballodrome (en néerlandais : kaatsbaan) est constitué de deux surfaces de jeu accolées, le petit jeu (ou rectangle) et le grand jeu (ou trapèze). Le ballodrome, pour cadets (juniors autrefois) et adultes, a une longueur de 72 m. Les lignes des outres et des courtes sont perpendiculaires à l'axe du ballodrome, qui divise celui-ci en deux parties égales et symétriques. 
Le jeu est muni d'un tamis, c'est-à-dire d'une surface rectangulaire tracée dans l'axe du ballodrome, mesurant cinq mètres de long et trois mètres de large et dont une des largeurs se confond avec la ligne des outres du trapèze. 
La surface de service est complétée, au-delà de la ligne des outres, par un espace de deux mètres de profondeur minimum, sans largeur déterminée.  Toutes les lignes délimitant le ballodrome et le tamis sont de teinte blanche ou de couleur claire, d'une largeur uniforme de 5 centimètres. Toutes les mesures du ballodrome sont prises intérieurement.

## Ballodrome pour le ballon au poing
Le ballon au poing (en picard Ju d'Balon) est un sport collectif populaire en Picardie. La partie se joue avec deux équipes de six joueurs.
Le Championnat de France se dispute traditionnellement le 15 août à La Hotoie, sur le ballodrome d'Amiens. La finale de la Coupe de France se tient aussi à La Hotoie en septembre.
|  |  |